# Bartonia; a Botanical Annual. Proceedings of the Philadelphia Botanical Club
Bartonia; a Botanical Annual. Proceedings of the Philadelphia Botanical Club (abreviado Bartonia (revista)) es una revista con descripciones botánicas que es editada en Estados Unidos desde el año 1908 (suspendida 1915-1923) hasta ahora.